# Луцій Вагеллій
Луцій Вагеллій (лат. Lucius Vagellius, I століття) — політичний і державний діяч Римської імперії, консул-суффект 47 року.

## Біографія
Про народження, дитинство, родичів відомості не збереглися. Відомо, що впродовж вересня-жовтня 47 року був консулом-суффектом разом з Гнеєм Гозідієм Гетою. Про подальшу долю свідчень немає.